# Ivan Hansen
Ivan Hansen är en f.d. ishockeyspelare född i Harlev, Århus i Danmark. Som nyfödd kom han med familjen till Borlänge i Dalarna där han är uppväxt. Hansen gjorde A-lagsdebut med IF Tunabro i den norra nerflyttningsserien säsongen 1972/1973. Säsongen därpå åkte laget dock ur högsta serien och en rad spelare lämnade klubben, men Hansen blev kvar ytterligare två säsonger innan han gick över till Mora IK. Efter två säsonger i Mora gick har 1977 över till värste rivalen Leksands IF. Med Leksand fick Hansen återigen spela i högsta serien (nu Elitserien). Han blev kvar i föreningen i sju säsonger innan han tillsammans med Roland Eriksson gick över till Jönköpingslaget HV71 i Division I. De båda leksingarna fick vara med att föra upp laget i Elitserien och sedan etablera dem där, men när klubben inte förlängde med Eriksson innebar det att även Hansen lämnade säsongen efter och återvände till Leksand med vilka han fick spela SM-final 1989. Efter det värvades han av Team Boro tillbaka till Småland, där familjen fortfarande bodde. Efter spelarkarriären tränade Hansen flera olika lag, bl.a. förde han upp IK Oskarshamn i Division I. Än idag är han känd som en kultspelare i både Leksand och HV71.